# Егорье (Медынский район)
Егорье — село в Медынском районе Калужской области России. Входит в состав сельского поселения «Деревня Брюхово».

## География
Находится в северо-восточной части Калужской области, на границе Медынского и Боровского районов. Стоит на реке Рути.
С запада проходит региональная автодорога 29К-020.

## История
Название возникло вследствие упрощения первоначального названия — Георгиевский присёлок при селе Илемна (Троицкое).
В 1594 году — вотчина Троице-Сергиевого монастыря, село Егорьевское с каменной церковью Егория Страстотерпца. В селе 5 церковных дворов, 24 крестьянских и 2 пустых. В 1678 году в присёлке 30 дворов и в них 143 человека.
На месте церкви, существовавшей с 1594 года, в 1815 году была построена новая в честь великомученика Георгия Победоносца. В 1835—1849 годах храм был перестроен на средства Ивана Ивановича Астафьева и прихожан.
В 1782 году присёлок Геогриевский вместе селом Алемна и другим деревня принадлежал Коллегии экономии синодального правления.
По данным на 1859 год Егорий-Алемна (Егорий-Илемна, Георгиевское)— казённое село Медынского уезда, расположенная на тракте из Медыни в Верею. В ней церковь, 70 дворов и 470 жителей.
После реформ 1861 года село вошло в Кременскую волость. В нём была открыта земская школа. Население в 1880 году — 514 человек, в 1892 году — 506 человек, в 1913 году — 549 человек.
Не позднее 1930 года, храм в селе был закрыт, настоятель — расстрелян. Здание сильно пострадало во время войны и с 1980 года стояло заброшенным. В марте 1990 года храм передан Епархии, в 2009 году началась реставрация, а 16 мая 2010 церковь была открыта вновь.

## Население
| 2002 | 2010 |
| ---- | ---- |
| 117  | ↘92  |

## Инфраструктура
Есть садоводческое некоммерческое товарищество.
В селе — церковь Георгия Победоносца. Памятник погибшим воинам «Братская могила»

## Транспорт
Село доступно автотранспортом. Остановка общественного транспорта «Егорье».